# Томський обласний художній музей
Томський обласний художній музей (рос. Томский областной художественный музей) — художній музей в місті Томськ (Росія).

## Історія
Створений 1 жовтня 1979 року рішенням Томського облвиконкому, основу експозиції склали збірки художнього відділу Томського обласного краєзнавчого музею. У 1982 році музею було передано колишній прибутковий будинок купчихи Наталії Іванівни Орлової (архітектор К. К. Лигин, 1903), раніше його займав Томський обком КПРС.
Початок формування колекції музею датується 20-ми роками XX століття, серед перших 50-ти картин у збірки краєзнавчого музею від секції охорони пам'яток культури і мистецтва губернського відділу народної освіти надійшли «Голова дівчини. Портрет З. С. Хаміновой (етюд)» В. І. Сурикова,, «Натюрморт з бегонією» П. П. Кончаловського. У 1929 році з Державного музейного фонду та Третьяковської галереї були передані наступні твори: «Портрети подружжя Мазуріних» В. А. Тропініна, «Портрет А. В. Касьянова» В. А. Сєрова, «Портрет А. І. Корсакова» О. А. Кіпренського, пейзажі В. Д. Полєнова, Л. Л. Каменєва та інших живописців XVIII—XIX ст. Одночасно надійшли малюнки і акварелі, серед них роботи Ф. А. Малявіна, А. В. Лентулова (Портрет невідомих (Подвійний портрет, 1918)). У 1940-і роки були закуплені в Томську твори П. А. Свєдомського, М. К. Клодта, прийняті в дар портрети роботи П. Ф. Плешанова.
У фондах музею є також шість акварелей М. А. Волошина..

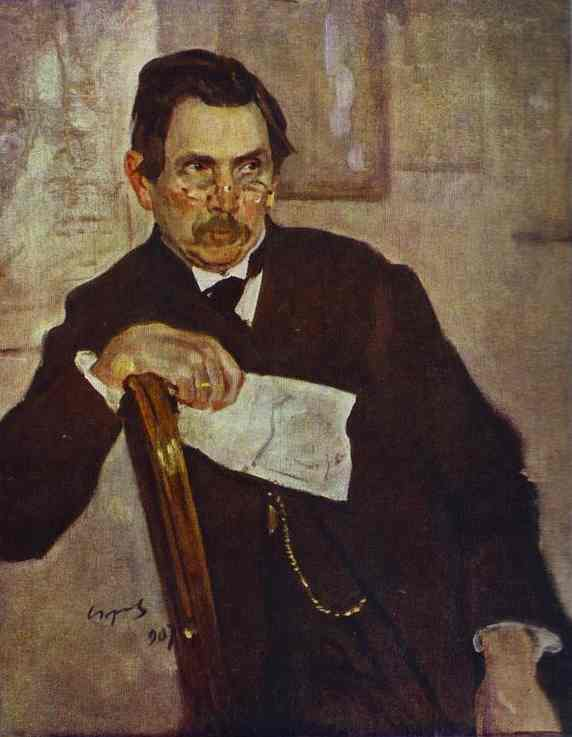
В. Сєров. Портрет А. В. Касьянова

## Експозиція
Шість залів постійної експозиції представляють близько 100 значних творів російського живопису і графіки. У колекції музею є роботи І. К. Айвазовського, «Яблуневий сад» Б. М. Кустодієва, «Портрет скульптора К. Ф. Крахта» А. В. Маковського, «Портрет скрипаля В. Г. Вальтера» Г. Г. Мясоєдова.

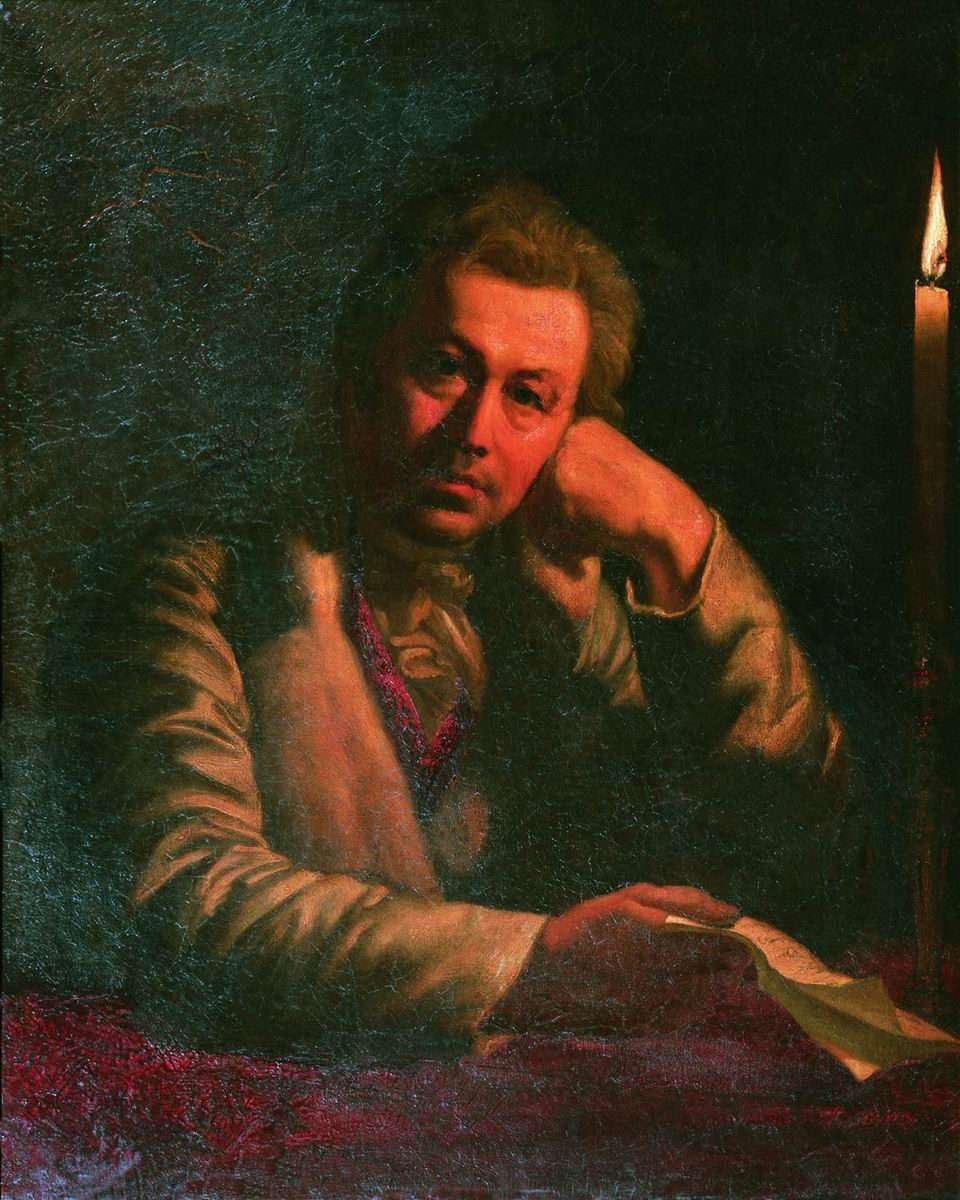
О. Кіпренський. Той, хто читає біля свічки («Портрет Корсакова»).

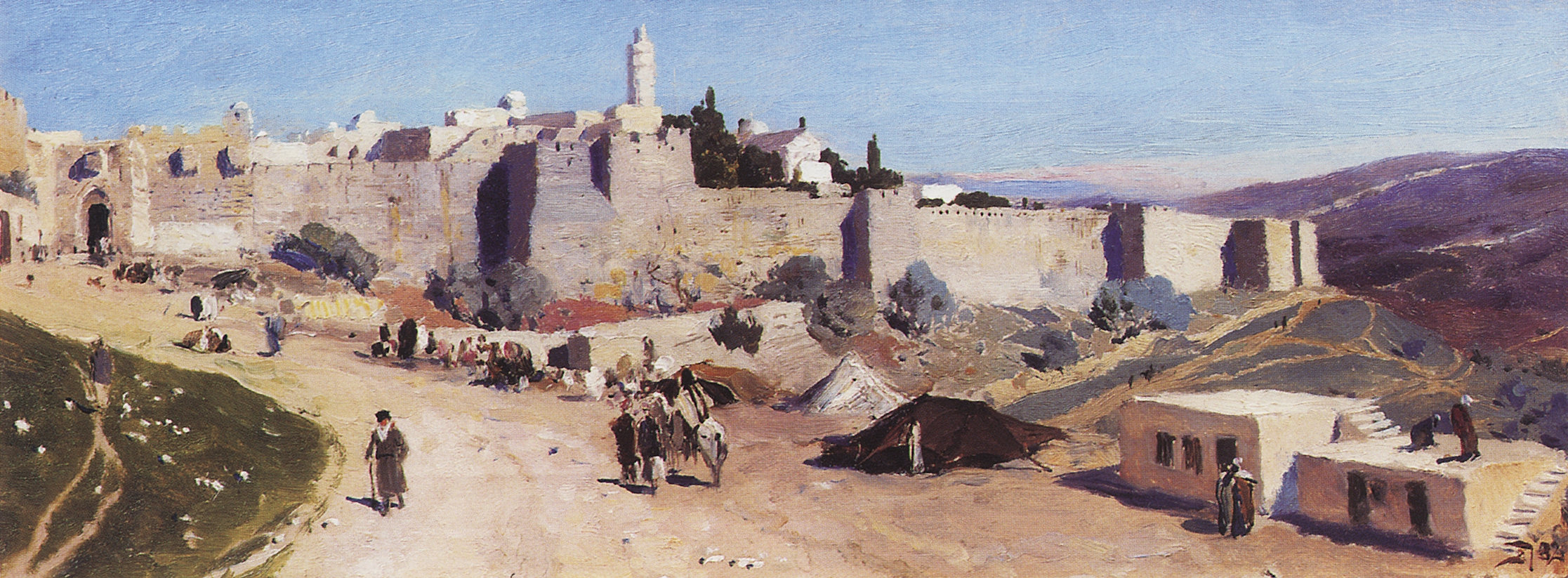
В. Полєнов. Вид на Єрусалим із західного боку. Яффськие ворота і цитадель.

Формування колекції західноєвропейського мистецтва почалося 1928 року, коли з Державного музейного фонду надійшли картини західноєвропейських майстрів «Вид Неаполітанської затоки» Д. Джиганте, «Суперечка вчених» М. Гейссера, «Метання списа» Б. Галофре-і-Хіменеса і ін. В 1932 року колекція поповнилася творами із зібрання Музею образотворчих мистецтв імені А. С. Пушкіна: «Школа злодіїв» І. Матейсена, «Жертвопринесення Авраама» Д. Тенірса молодшого, «Гулянка» І. ван Остаде, «Інтер'єр капели дель Тезоро в Неаполі» Ф. Вервлута, «Молода жінка, яка стоїть у верджінелла» Г. ван Донка та ін.
В експозиції західноєвропейського мистецтва представлено кілька ранніх полотен уродженця Томська К. Зеленевського.
У постійну експозицію музею також входять:
- відділи іконопису XVII—XX століть
- відділ декоративно-ужиткового мистецтва
- відділ скульптури, в експозицію якого включені роботи знаменитих російських майстрів другої половини XIX — початку XX ст .: «Жіноча голова» (камінь), С. Т. Коненкова, барельєфи «Бенкет женихів Пенелопи» і «Побиття женихів Пенелопи» (мідь, гальванопластика) Ф. П. Толстого, «Покритий попоною кінь, що встав на диби» (чавун) П. К. Клодта і ін.
- відділ «Срібний вік живопису губернського Томська» (роботи томських художників початку XX століття — Л. П. Базанова, О. Ф. Виноградової, В. Д. Вучичевича, А. С. Капустіної, В. І. Лукіна, А. Е. Мако, Н. П. Ткаченка, С. М. Прохорова, М. М. Полякова, І. Я. Азова, Н. С. Шулпінова, М. М. Щеглова, «Корона Катуні» і «Хан-Алтай» найбільшого сибірського художника початку XX століття Г. І. Гуркіна.)

## Філії музею
- Музей дерев'яного зодчества (Томськ, проспект Кірова, д. 7)
- Чаінская картинна галерея (село Підгірне, Чаїнський район)
- Музей мистецтва народів Півночі (село Каргасок, Каргасоцький район).

## Галерея

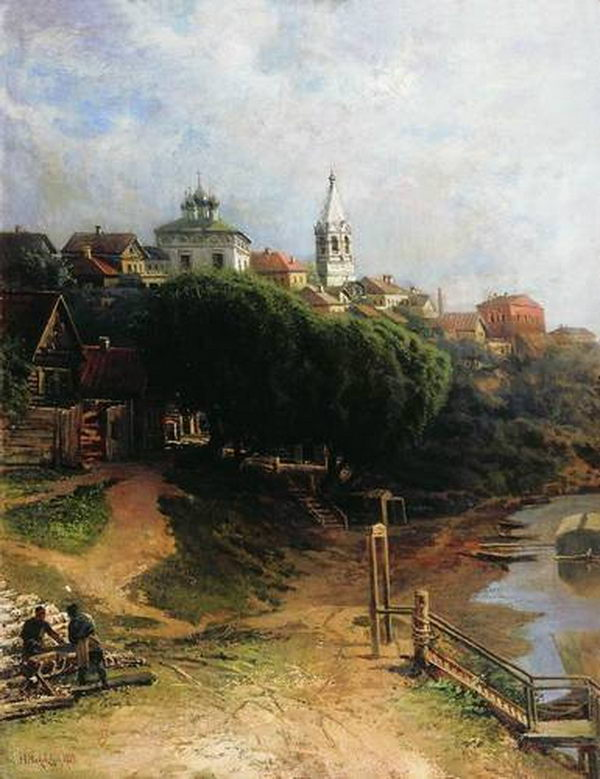
М. Маковський. Вид на місто
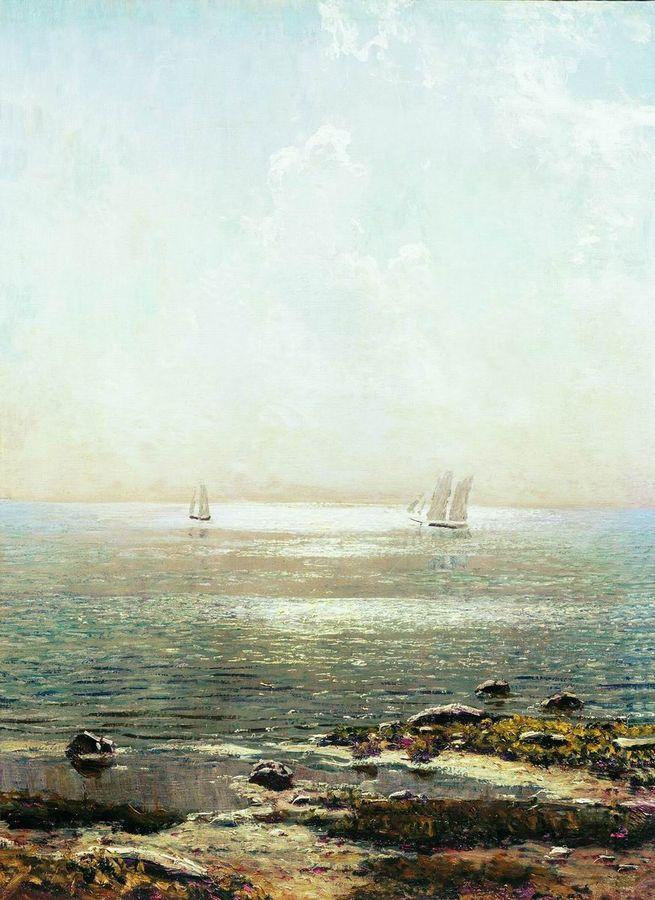
М. Дубовськой. Морський пейзаж
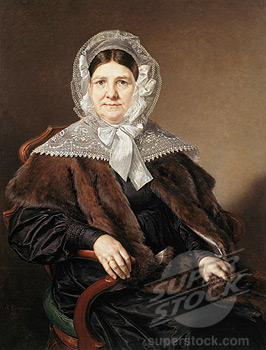
В. Тропінін. Портрет А. Ф. Мазуріної
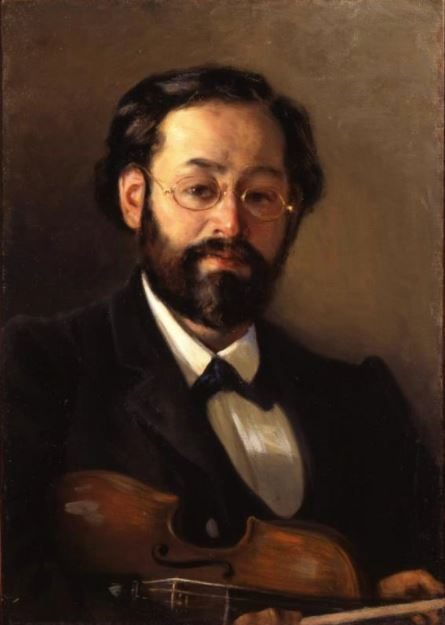
Г. Мясоєдов. Портрет скрипаля В. Г. Вальтера
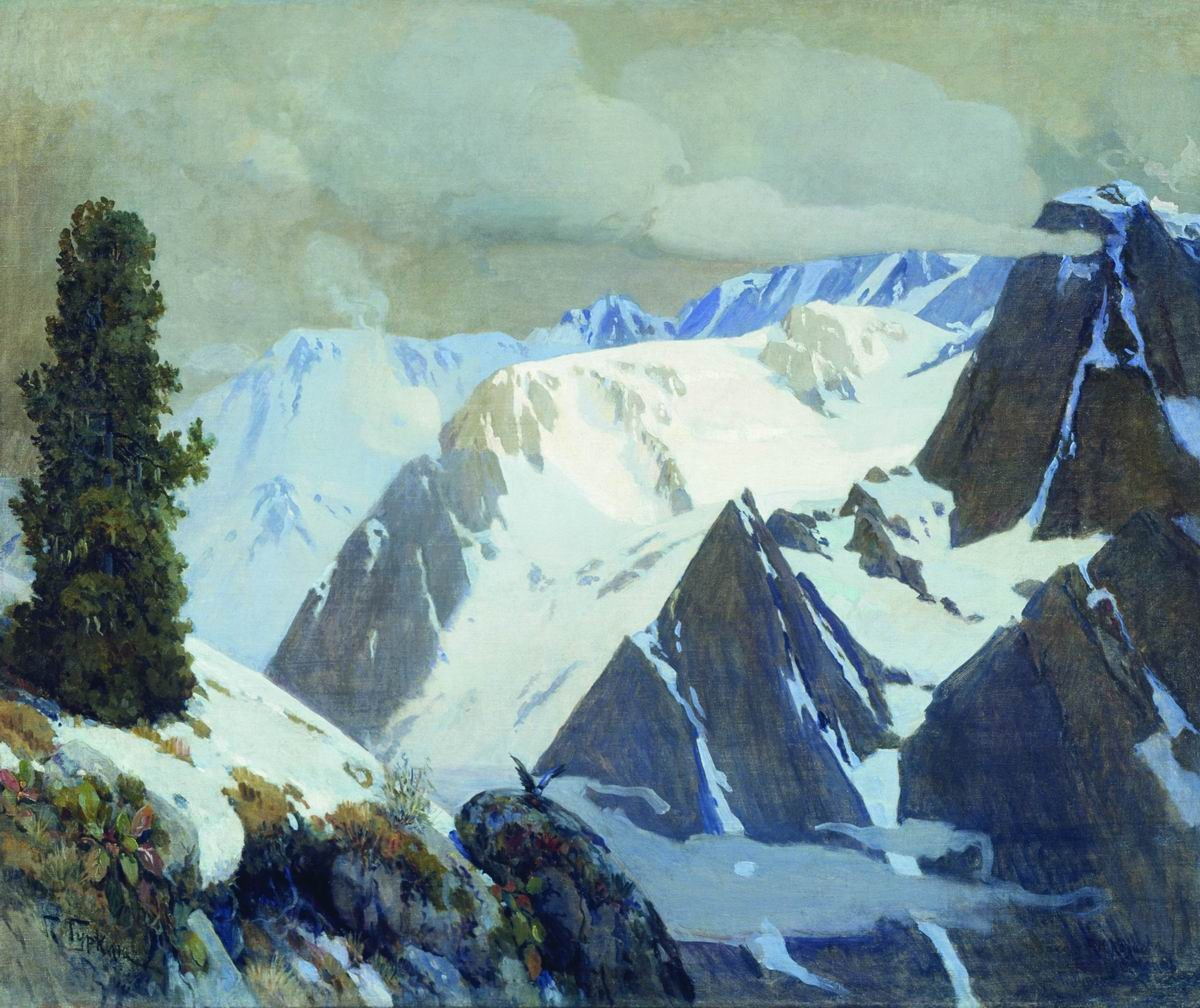
Г. Гуркін, Хан-Алтай
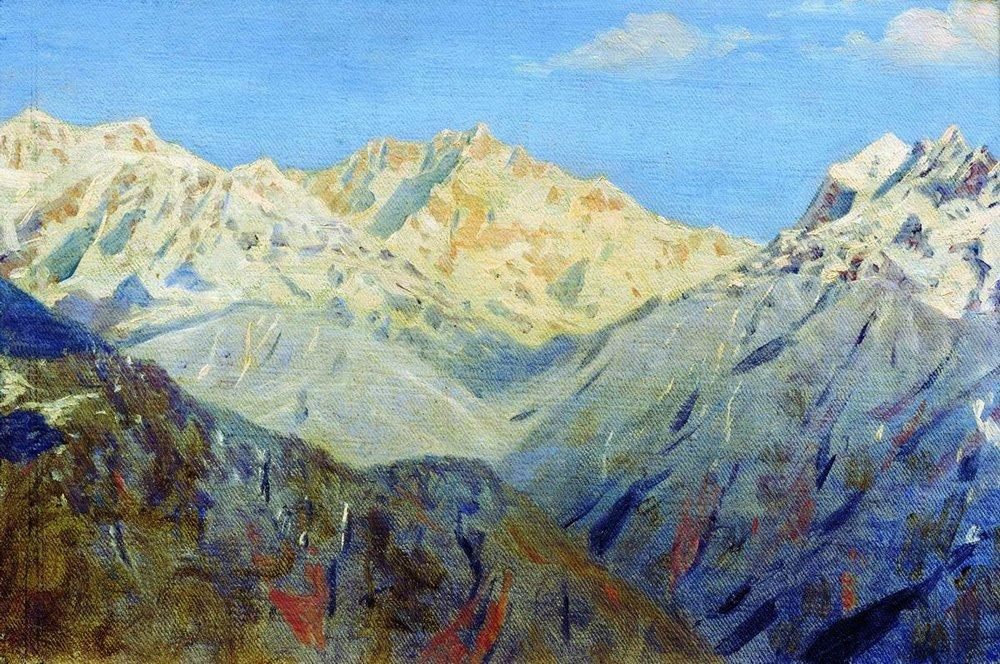
В. Верещагін. Гімалаї, головний хребет
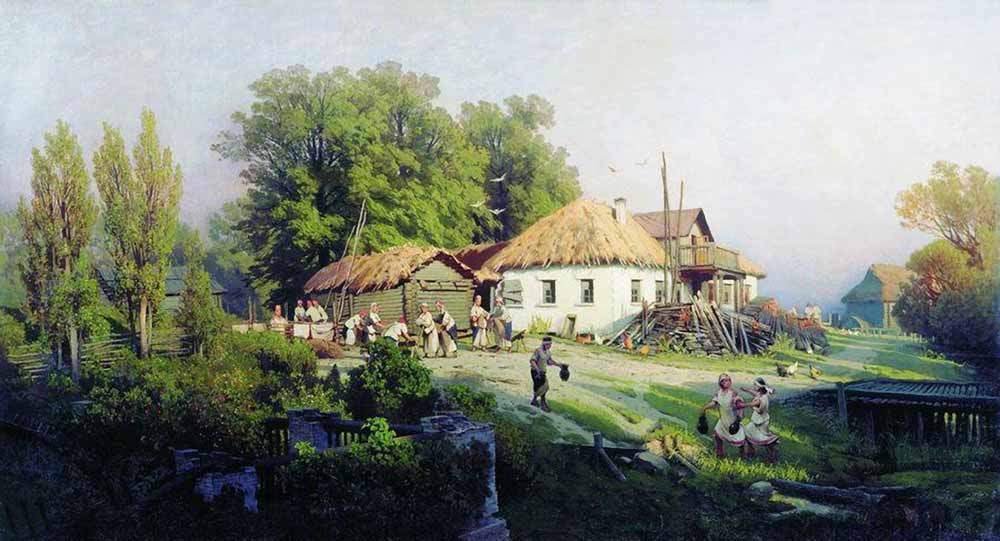
П. Суходольський. У селі
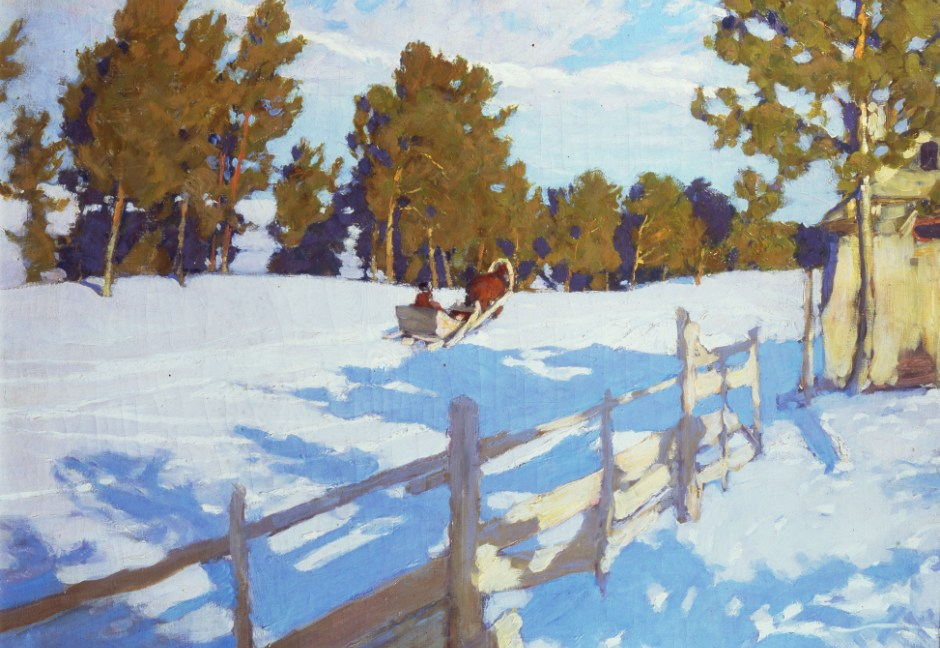
Н. Шулпінов. Зимовий етюд